# Anna de Bulgària
Anna (fl. segles ix i x) va ser una princesa búlgara. Era filla del príncep Boris I de Bulgària (852–889).
Anna era la segona filla i la menor dels sis fills que Boris va tenir amb la seua segona esposa María. Els seus germans van ser el príncep Vladímir (r. 889–893), el tsar Simeó el Gran (r. 893–927), els prínceps Gabriel i Jacob i la princesa Eupraxia. Anna va rebre el mateix nom que la germana de Boris.
Es va casar amb el tarkan Simeó, una figura influent al Primer Imperi Búlgar. Com la seua germana major Eupraxia, Anna va acabar sent monja a un monestir de Preslav, la capital búlgara. La seua làpida, desenterrada en 1965 i escrita en grec medieval i antic eslau, revela que va morir com a monja un 9 d'octubre d'un any desconegut.
El revers de la pedra presenta un retrat de la princesa en un vestit folgat, apuntant els seus braços cap a esglésies amb cúpules coronades d'una creu en cada costat i aguantant un ceptre a la seua mà dreta. Basant-se en aquest retrat, és molt probable que Anna fos un ktetor de dues esglésies.
En 1985, en la pel·lícula búlgara Boris I, la princesa Anna va ser interpretada per l'actriu Adriana Petrova.